# Нурул Алам
Нурул Алам Накіатуддін Сіах (д/н — 23 січня 1678) — султана Ачех в 1675—1678 роках.

## Життєпис
Походила з династії Мевкута Алам, побічної гілки. Згідно з рукописом, збереженим в Національному університеті Малайзії, вона була донькою маліка Махмуда Кітул Кахар Сая, праонука султана Алауддіна аль-Кахара. При народженні отримала ім'я Шрі Пара Путері.
Після смерті султанши Тадж уль-Алам, що не залишила нащадків, рада знаті й улемів обрала володаркою Ачеху Шрі Пара Путері, яка прийняла ім'я Нурул Алам Накіатуддін Сіах. Натомість вона вимушена була погодитися з законом, відповідно до якого права наступного султана чи султаншу мають підтверджувати 3 сагі (області) султанату, відомі як Тіга Сагі. На чолі кожної з сагі постав пангліма-сагі. Стала карбувати власні монети вагою 0,59 г.
Невдовзі стикнулася з загрозами з боку голландців, англійців та португальців, що боролися за торгівельну монополію в портах Ачеху. Також довелося придушувати спротив улеебалангів (вождів) на місцях.
1677 року внаслідок великої пожежі згоріли Велика мечеть Байтуррахмана з бібліотекою та палац султана Дар аль-Дун'я в Кутараджі були знищені разом з султанськими регаліями та скарбами. Причиною пожежі був заколот улеебалангів.
Померла 1678 року. Їй спадкувала донька Інаят.

## Родина
Чоловік — Султан-Мухаммад Сіях
Діти:
- Інаят Закіатуддін Сіах (1645—1688), султанша Ачеху